# Pilz-Kahnkäfer
Der Pilz-Kahnkäfer (Scaphisoma agaricinum, Syn.: Scaphosoma agaricinum) ist ein Käfer aus der Unterfamilie der Kahnkäfer (Scaphidiinae). Die Gattung Scaphisoma ist in Europa mit dreizehn, meist schwer unterscheidbaren Arten vertreten. Die Art Scaphisoma agaricinum ist der häufigste Vertreter seiner Gattung in Mitteleuropa.

## Merkmale
Die Käfer erreichen eine Körperlänge von 1,5 bis 1,9 Millimetern. Die Deckflügel sind fein, aber deutlich punktiert. Die Flügeldeckennaht ist zwischen dem Nahtstreifen leicht dachförmig erhaben. Der Nahtstreifen ist vor der Basis der Deckflügel parallel zu diesen nach außen umgebogen (Abb. 5, Pfeilspitze) und erlischt kurz darauf. Er erreicht nicht das innere Drittel der Halsschildbasishälfte. Von der Art Scaphisoma inopinatum ist er nur durch eine Genitaluntersuchung sicher zu trennen (chitinisierte Teile des Aedoeagus Abb. 7). Für die Identifizierung der Art werden auch die Fühler herangezogen (Abb. 6). Bei allen mitteleuropäischen Arten sind die beiden ersten Glieder sehr kräftig, das dritte Glied sehr klein und die letzten fünf bis sechs Glieder bilden eine lockere Keule. Bei mehreren Arten ist das zweite Keulenglied (achtes Fühlerglied) deutlich kleiner als das folgende und das davor liegende Glied ist. Bei Scaphisoma agaricinum ist das achte Fühlerglied etwa gleich lang wie das sechste.

## Vorkommen und Lebensweise
Die Art kommt in Europa, am Kaukasus, in Turkestan, Kleinasien und Nordafrika vor. Sie ist in Mitteleuropa häufig bis sehr häufig. Die Tiere besiedeln Pilze und nasses, faules, pilzbefallenes Totholz.
Die Weibchen bilden auffallend große Eier, die fast ein Drittel des Hinterleibs einnehmen.

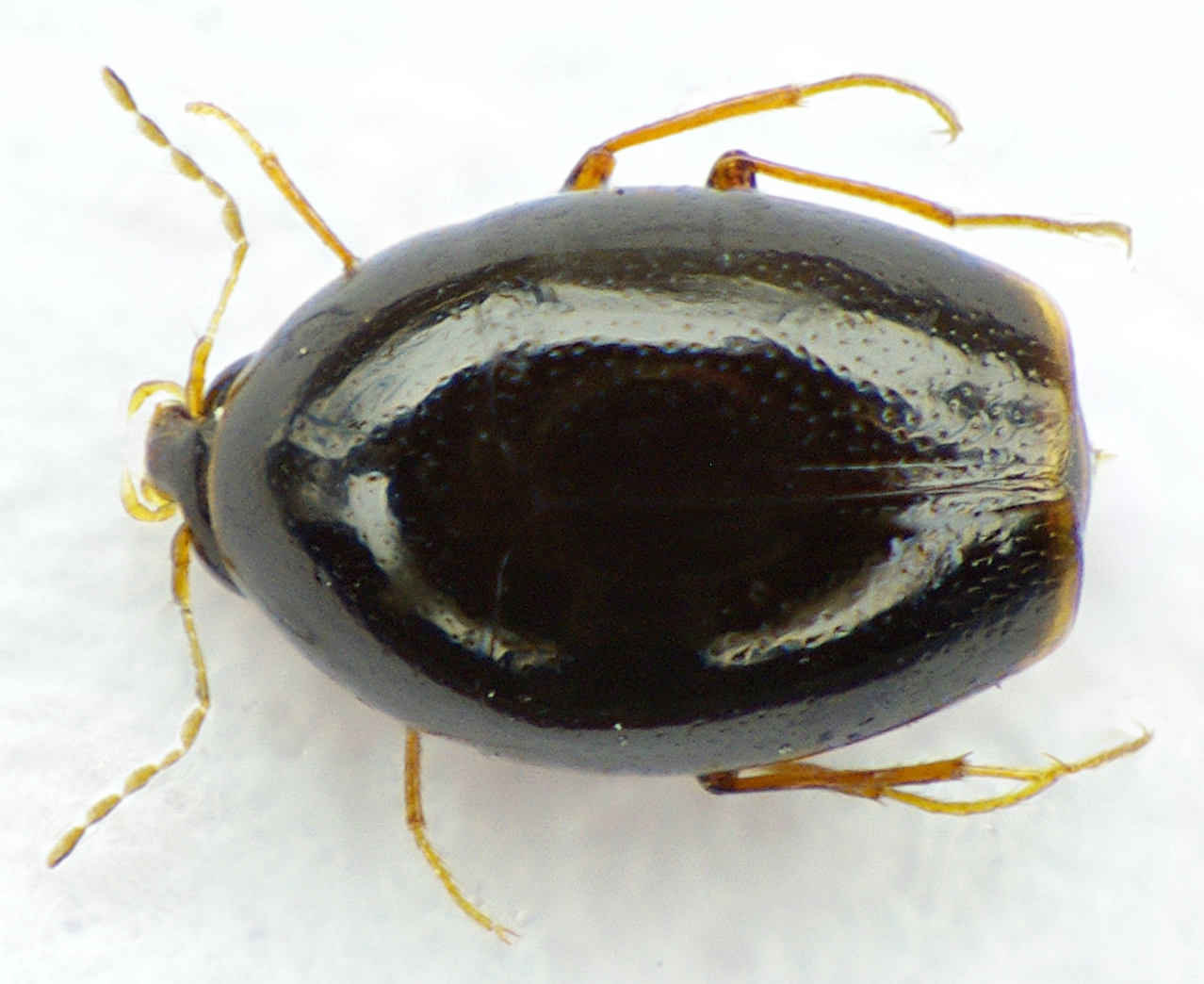
Abb. 1: Aufsicht
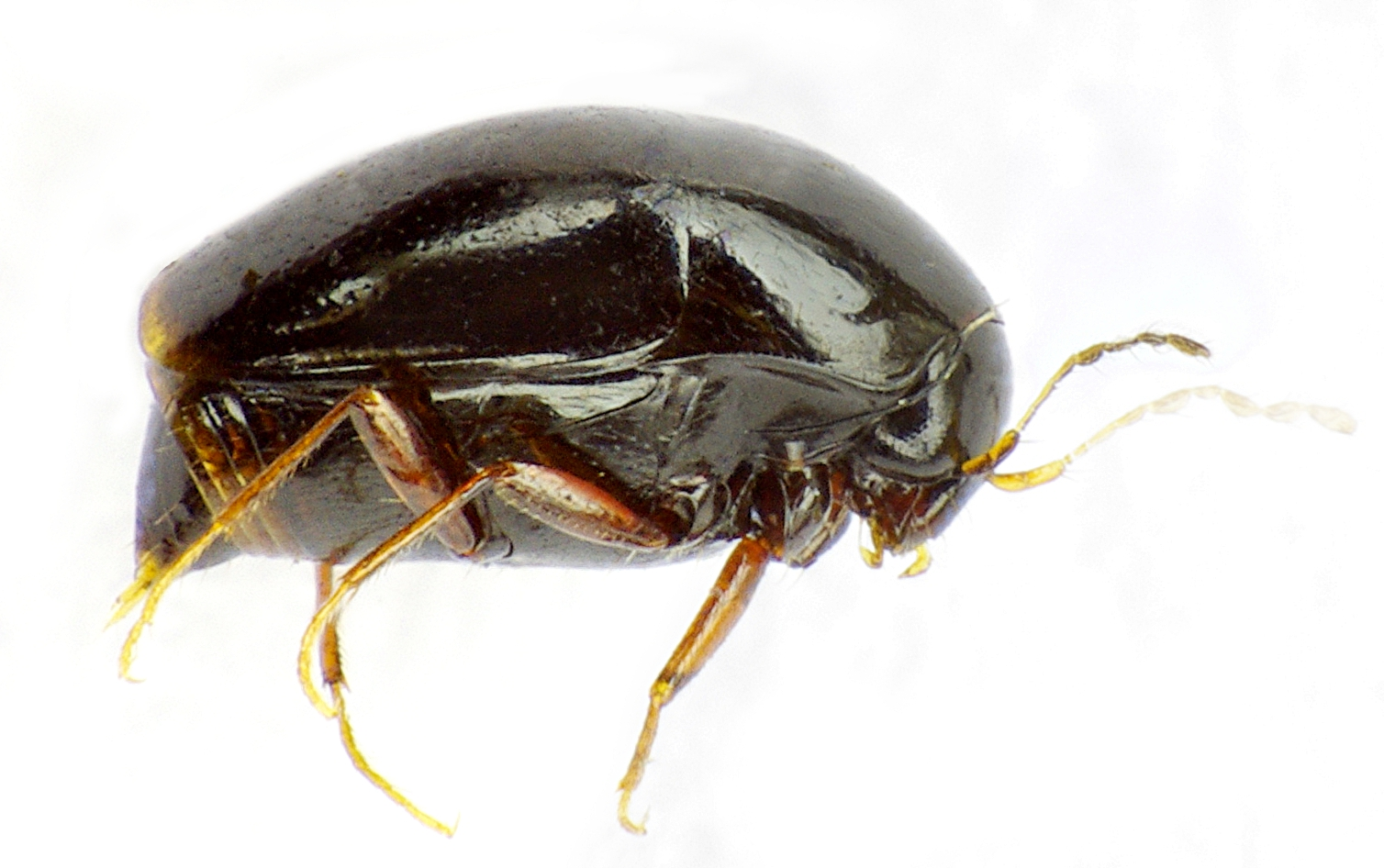
Abb. 2: Seitenansicht
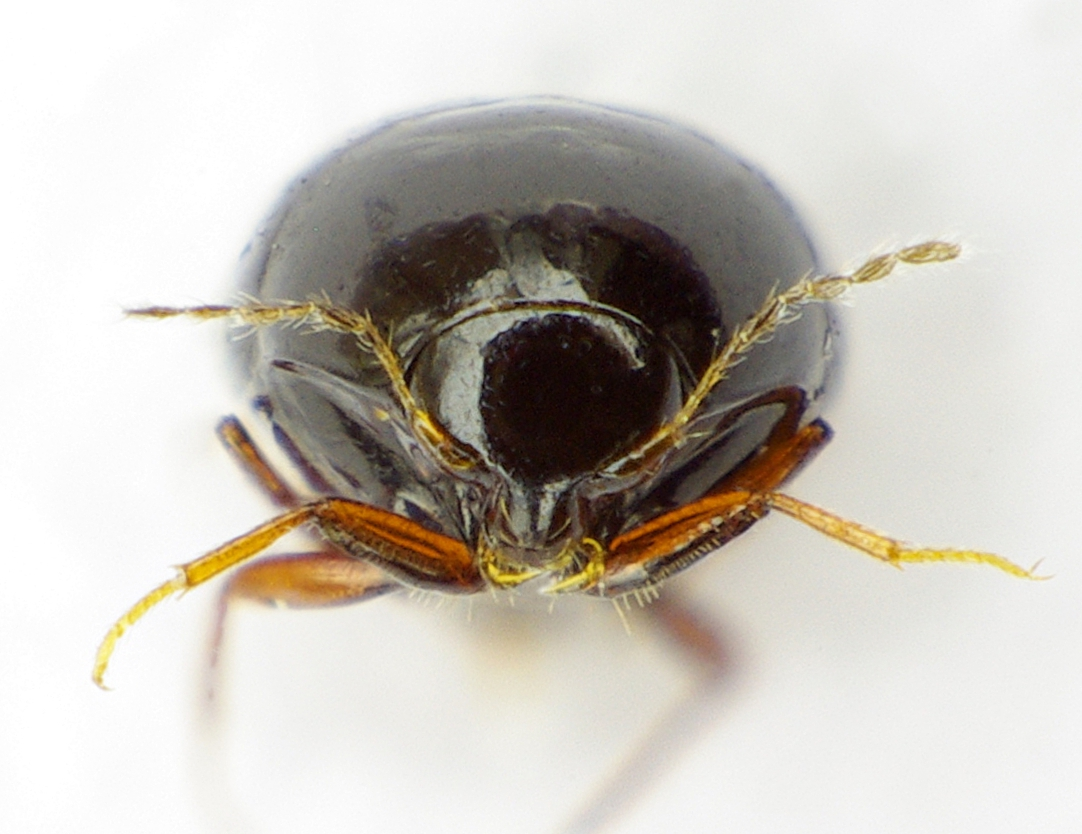
Abb. 3: Vorderansicht
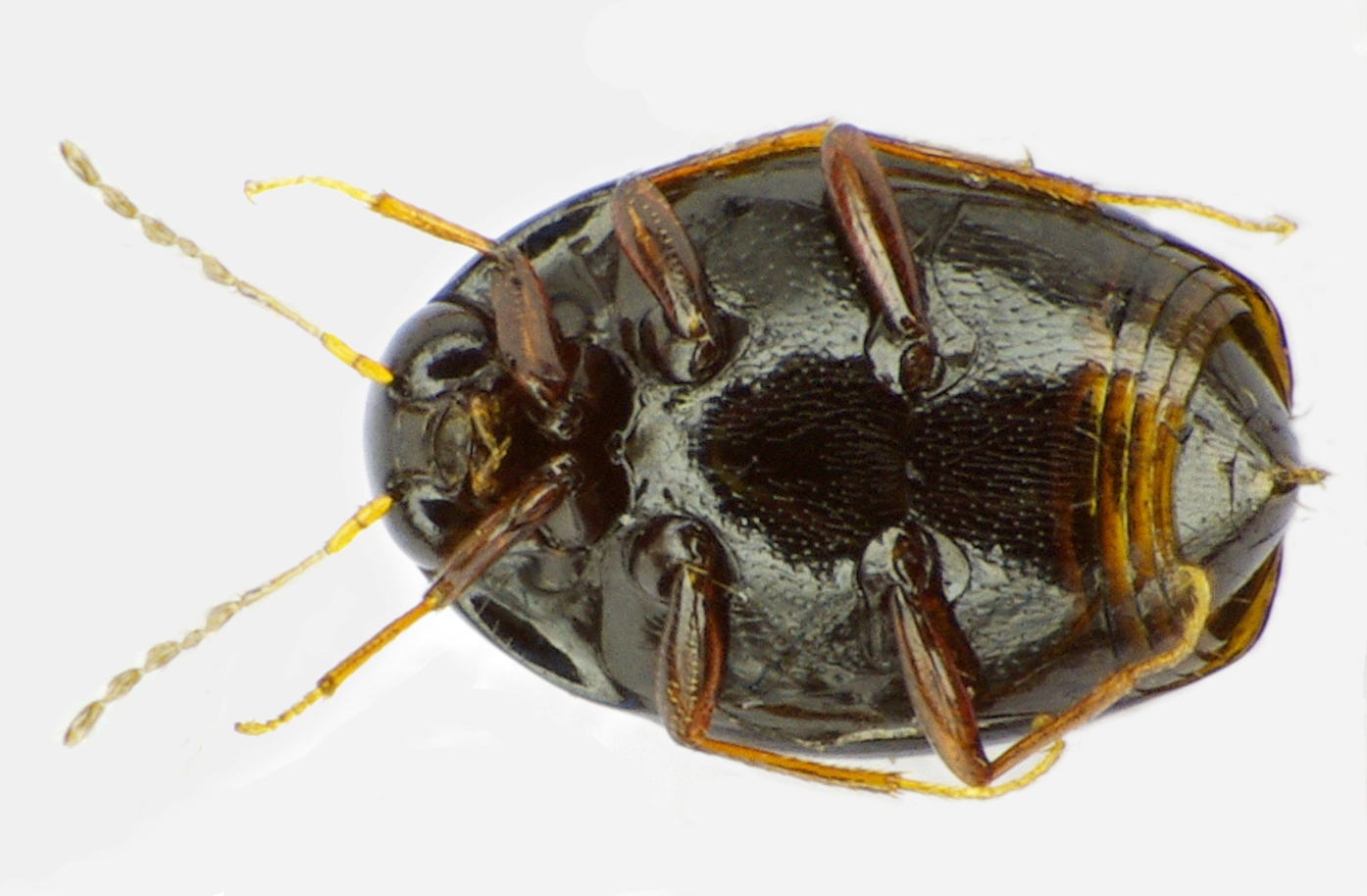
Abb. 4: Unterseite
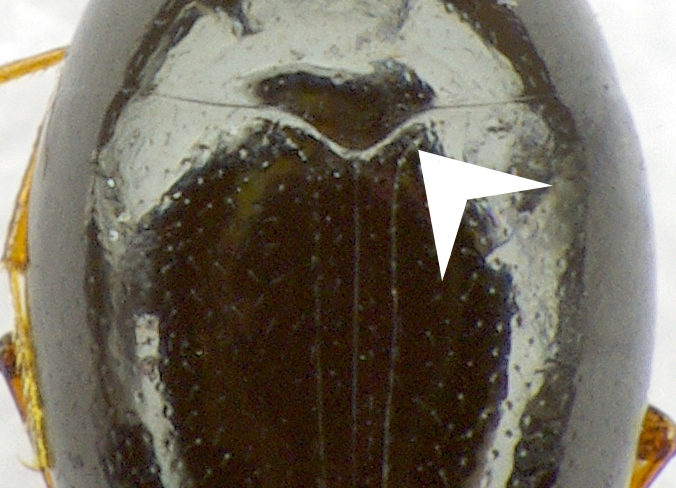
Abb. 5: Nahtstreifen
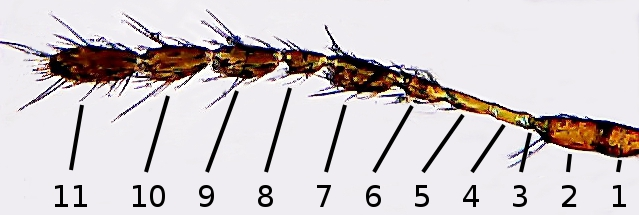
Abb. 6: Fühler
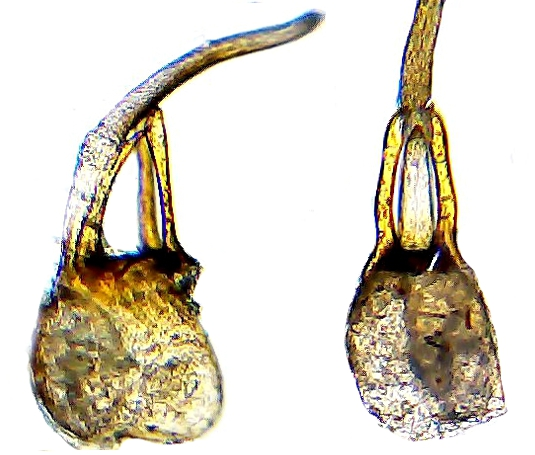
Abb. 7: Aedoeagus